# Pappelinsel

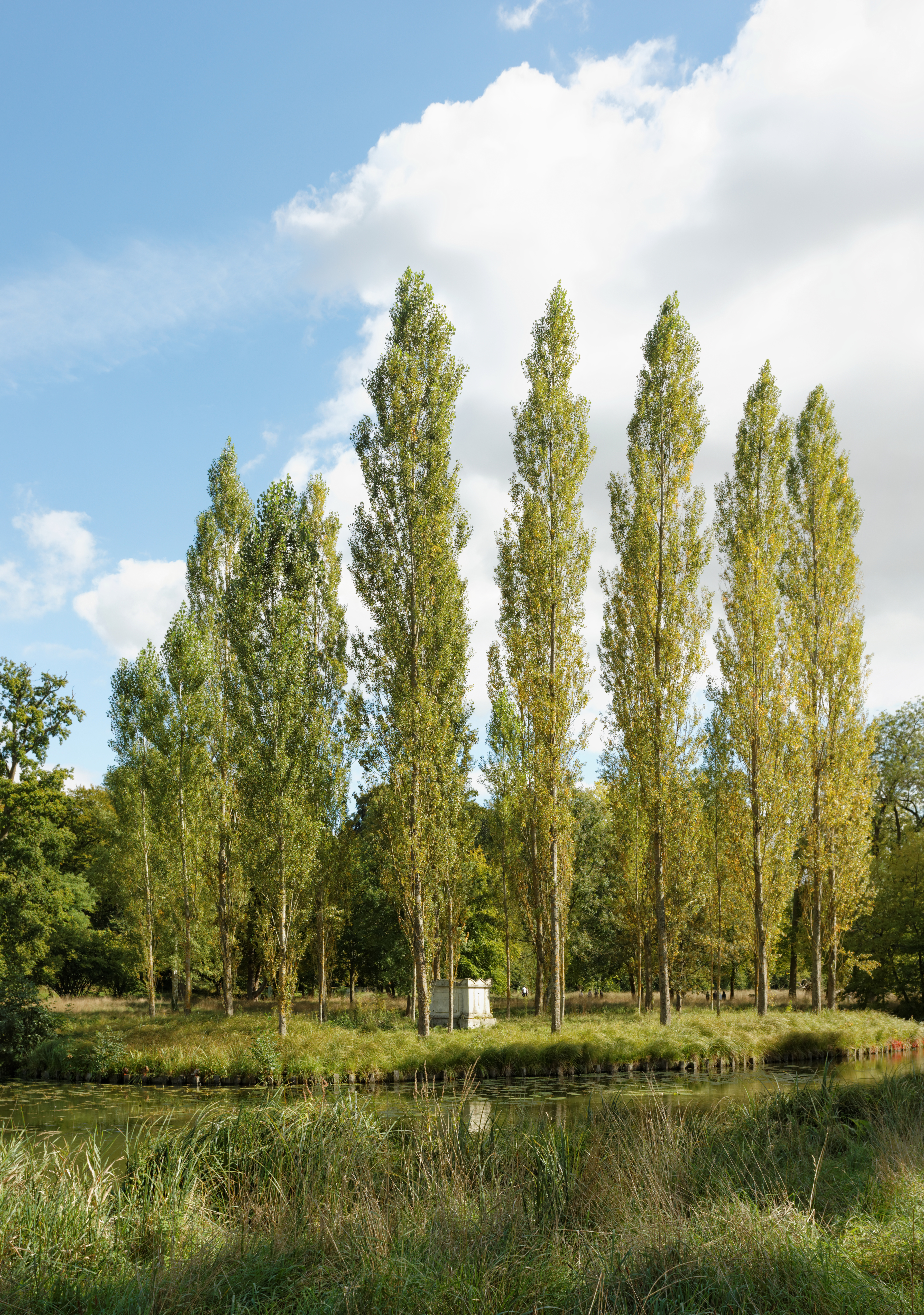
Pappelinsel, 2015

Die Pappelinsel, französisch île des peupliers, ist im Park von Ermenonville, 50 Kilometer nordöstlich von Paris, eine mit Pyramidenpappeln und einem Kenotaph gestaltete Insel, die als Memoria an den Naturphilosophen Jean-Jacques Rousseau erinnert. Sie war Vorbild für zahlreiche Rousseau-Inseln.

## Geschichte
Die Pappelinsel wurde nach Vorstellungen des Marquis René Louis de Girardin als Staffage eines englischen Landschaftsgartens auf dessen Landsitz in Ermenonville angelegt. Sie entstand als Gestaltungselement eines „Petit étang“ genannten Stausees der Oise, die den im Wesentlichen zwischen 1763 und 1776 konzipierten Landschaftspark durchfließt. Auf der Insel, die anfangs „Schwaneninsel“ genannt, für musikalische Veranstaltungen genutzt und dazu mit einem steinernen Notenpult ausgestattet worden war, wurde am 4. Juli 1778 der Philosoph Jean-Jacques Rousseau bestattet.

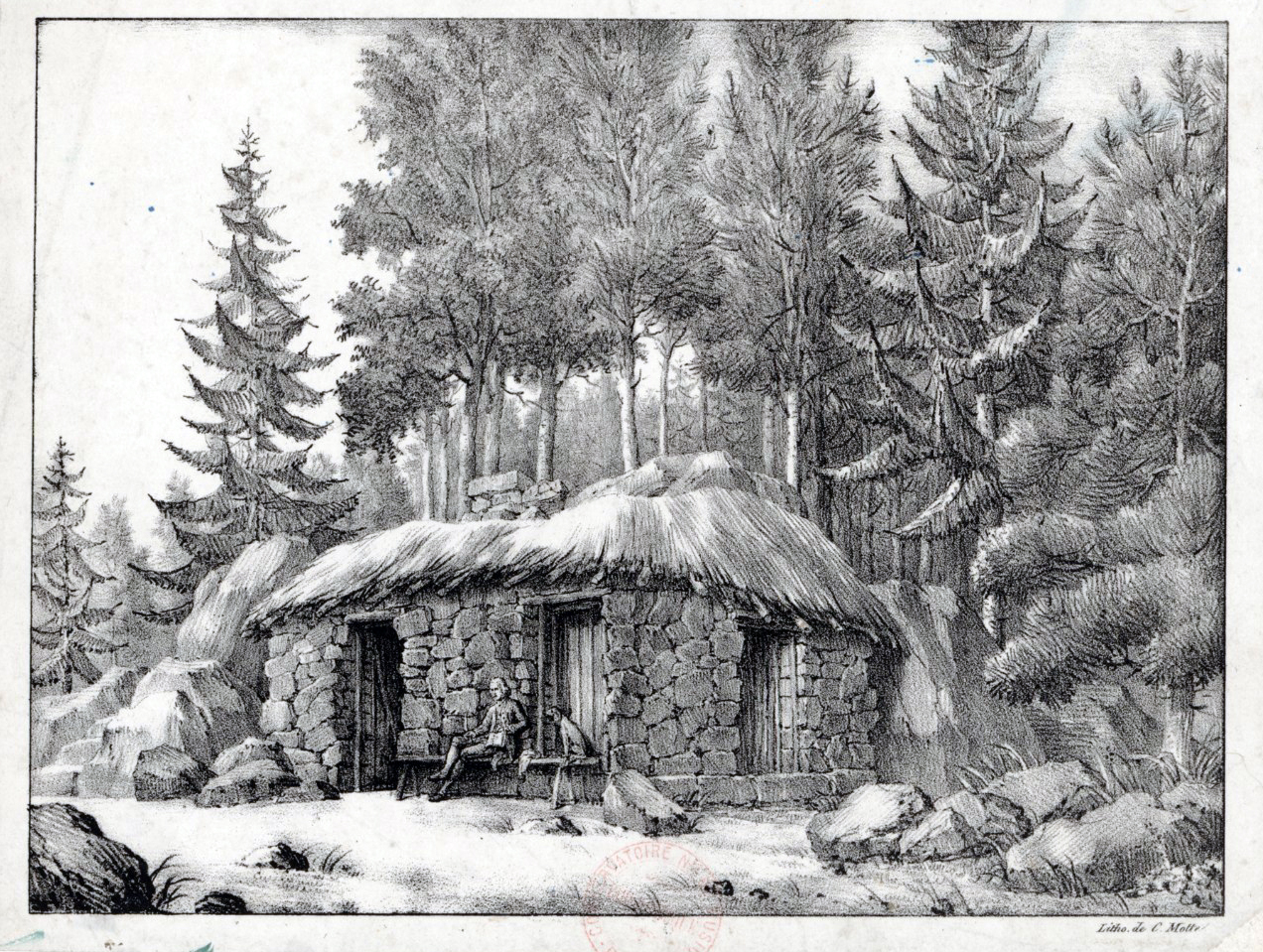
Rousseaus Hütte, Lithografie von Charles Motte, um 1820

Rousseau hatte einige Wochen bis zu seinem Tod zusammen mit seiner Gefährtin Thérèse in einem Pavillon am Schloss Ermenonville und in einer kuriosen Hütte, die als Einsiedelei ein Folly des Landschaftsparks war, gelebt und an seinem letzten Werk Les rêveries du promeneur solitaire (‚Die Träumereien eines einsamen Spaziergängers‘) geschrieben. Als provisorisches Grabmonument des Philosophen ließ Girardin zunächst einen Cippus mit der Skulptur einer Graburne aufstellen, dem 1780 das heute noch sichtbare Kenotaph folgte. Dieses wurde als römischer Sarkophag nach einem klassizistischen Entwurf von Hubert Robert von dem Bildhauer Jacques-Philippe Le Sueur mit seitlichen Flachreliefs, die allegorische Darstellungen zeigen, ausgeführt. Zeitgenössisch geschildert wurden die Darstellungen auf den Reliefs folgendermaßen:

„Am Fuße eines Palmbaums sieht man die Fruchtbarkeit als eine sitzende Frau; die mit der einen
Hand ihren säugenden Sohn, in der andern den Emil hält. Hinter ihr opfern Mütter auf einem vor der Bildsäule der Natur errichteten Altar Blumen und Früchte; auf der andern Seite verbrennt eins ihrer Kinder Wickelzeug und Schnürleiber, die Fesseln des ersten Alters, während daß die andern tanzen und mit einer auf eine Stange gesteckten Mütze als dem Sinnbilde der Freiheit spielen. Auf den beiden Seitenpfeilern befindet sich die Harmonie, welche auf der Leyer spielt, und die Beredsamkeit, in der einen Hand eine Flöte, in der andern ein Donnerkeil als Zeichen ihres sanften Zaubers und ihrer Macht haltend. Am Fronton liest man in einem Kranz die Worte: vitam impendere vero, und auf der gegenüberstehenden Seite ist folgende Inschrift: Ici repose l’homme de la vertue & de la vérité, eingehauen. An den andern beiden Seitenpfeilern […] ist die Natur durch eine zwei Kinder säugende Mutter und die Wahrheit durch eine nackende weibliche Figur, die eine Fackel hält, vorgestellt. Im Gesimse liegen an Juliens Urne dampfende und umgestürzte Fackeln, und darauf zwei sterbende Tauben. An den beiden kleinern Seiten dieses Grabmals sieht man Todtenurnen.“

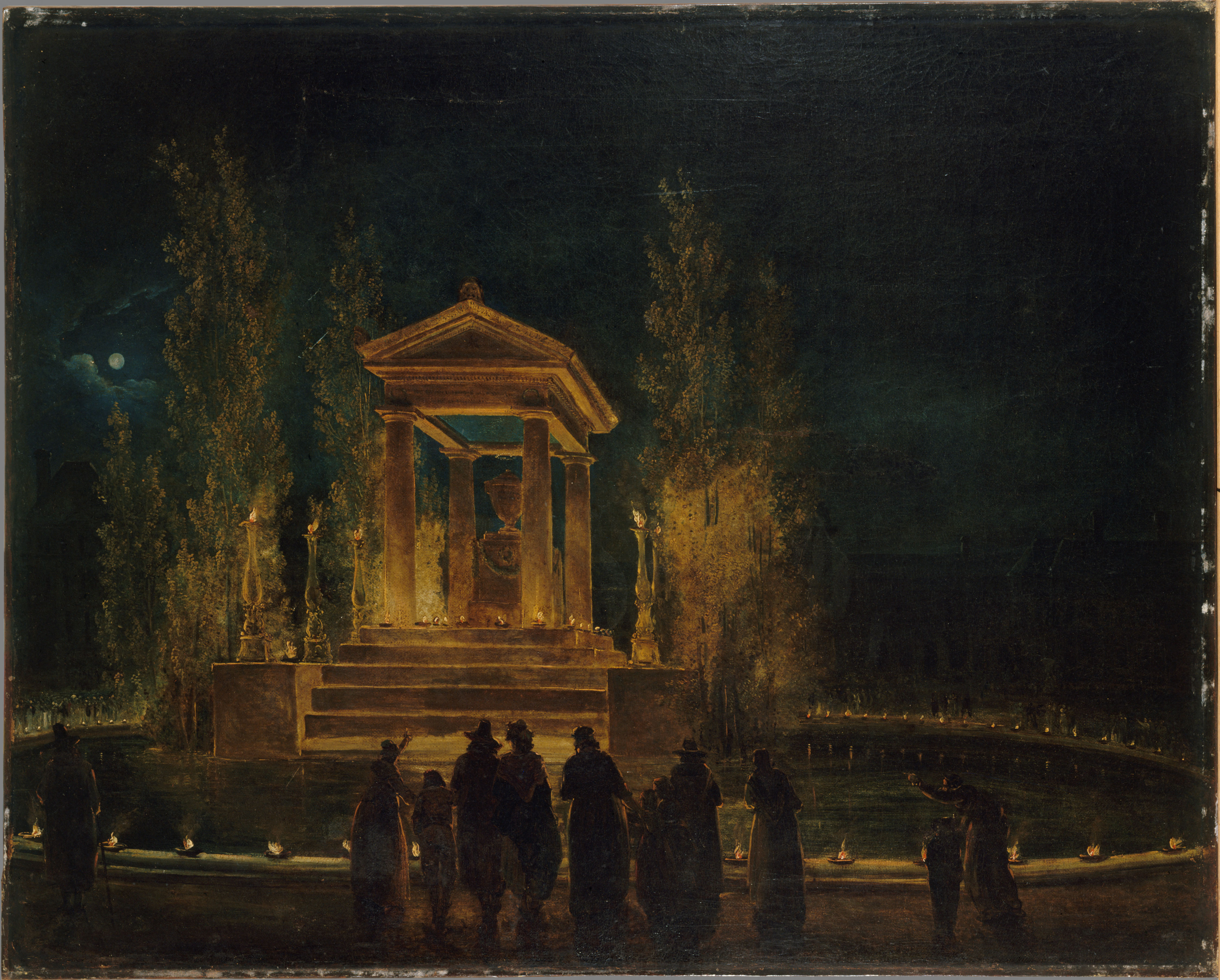
Nachbildung des Grabmals der Pappelinsel (mit Ädikula als Castrum doloris) in einem Bassin des Tuileriengartens, 1794 gemalt von Hubert Robert, Musée Carnavalet

Rousseaus Tod, der in der Presse lebhaft kommentiert wurde, setzte eine Erinnerungskultur mit Zügen eines Heldenkults in Gang. Im zivilreligiösen Kontext des Revolutionskults wurde sein Grabmal zu einer Art Pilgerstätte. Prominente Besucher waren Friedrich Schiller, Friedrich Gilly, Arthur Young, Thomas Blaikie, Antoine-Joseph Dezallier d’Argenville, Madame Roland, Charles-Joseph de Ligne, Joseph-Marie Loaisel de Tréogate, Pierre Le Tourneur, Gabriel Brizard, Michel de Cubières, Ludwig XVI. und Marie-Antoinette sowie Napoleon Bonaparte, welcher seinem Gastgeber Cécile Stanislas Xavier de Girardin allerdings sagte, dass es für Frankreich besser gewesen wäre, wenn Rousseau nicht existiert hätte, weil er die Französische Revolution vorbereitet habe. Am 11. Oktober 1794 ließ der Nationalkonvent Rousseaus sterbliche Überreste in einem Staatsakt in das Panthéon überführen. In Form einer Apotheose knüpfte die Zeremonie an den Herrscher- und Totenkult der Antike an. Zuvor wurde der Öffentlichkeit in einer nächtlichen Feier in einem Bassin des Tuileriengartens ein mit Fackeln illuminierter Cippus mit der Urne Rousseaus als Castrum doloris zur Schau gestellt. Als elegische Gartenszene eines Elysiums fand die Pappelinsel weitere Nachahmung durch Rousseau-Inseln an zahlreichen Orten Europas.
Elf Monate nach Rousseau wurde 1779 der Maler Georg Friedrich Meyer, der lutherischer Konfession war und daher nicht auf dem katholischen Friedhof der Gemeinde seine letzte Ruhestätte finden konnte, in einem anderen Teil des Parks von Ermenonville beerdigt.

## Bedeutung und Rezeption

Pappelinsel mit Rousseaus Grabmal, Zeichnung von Jean-Michel Moreau, 1778, Schwedisches Nationalmuseum

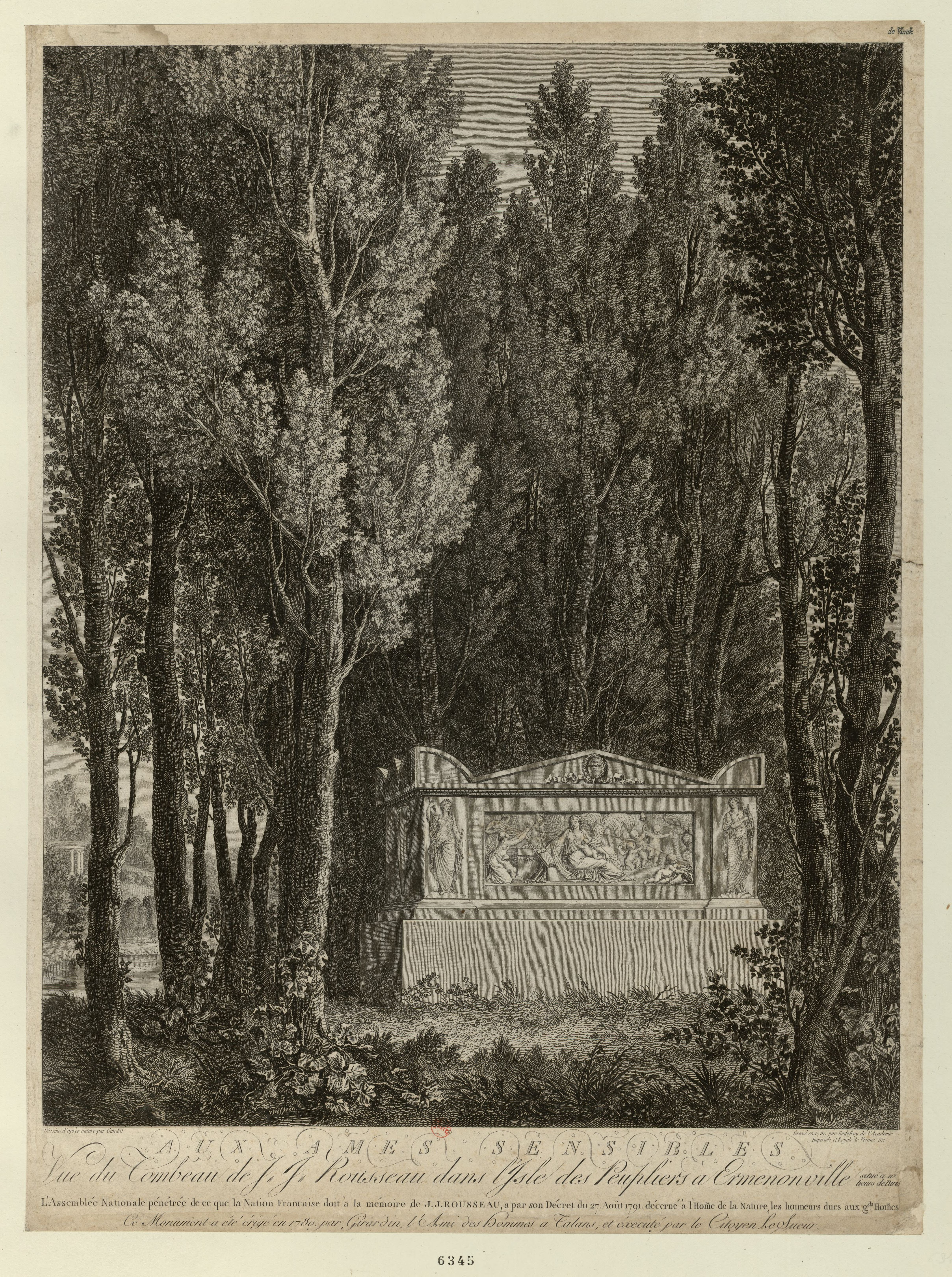
Ansicht des Grabmals, 1781, Stich von François Godefroy nach einer Vorlage von Joseph Gandat, Bibliothèque nationale de France

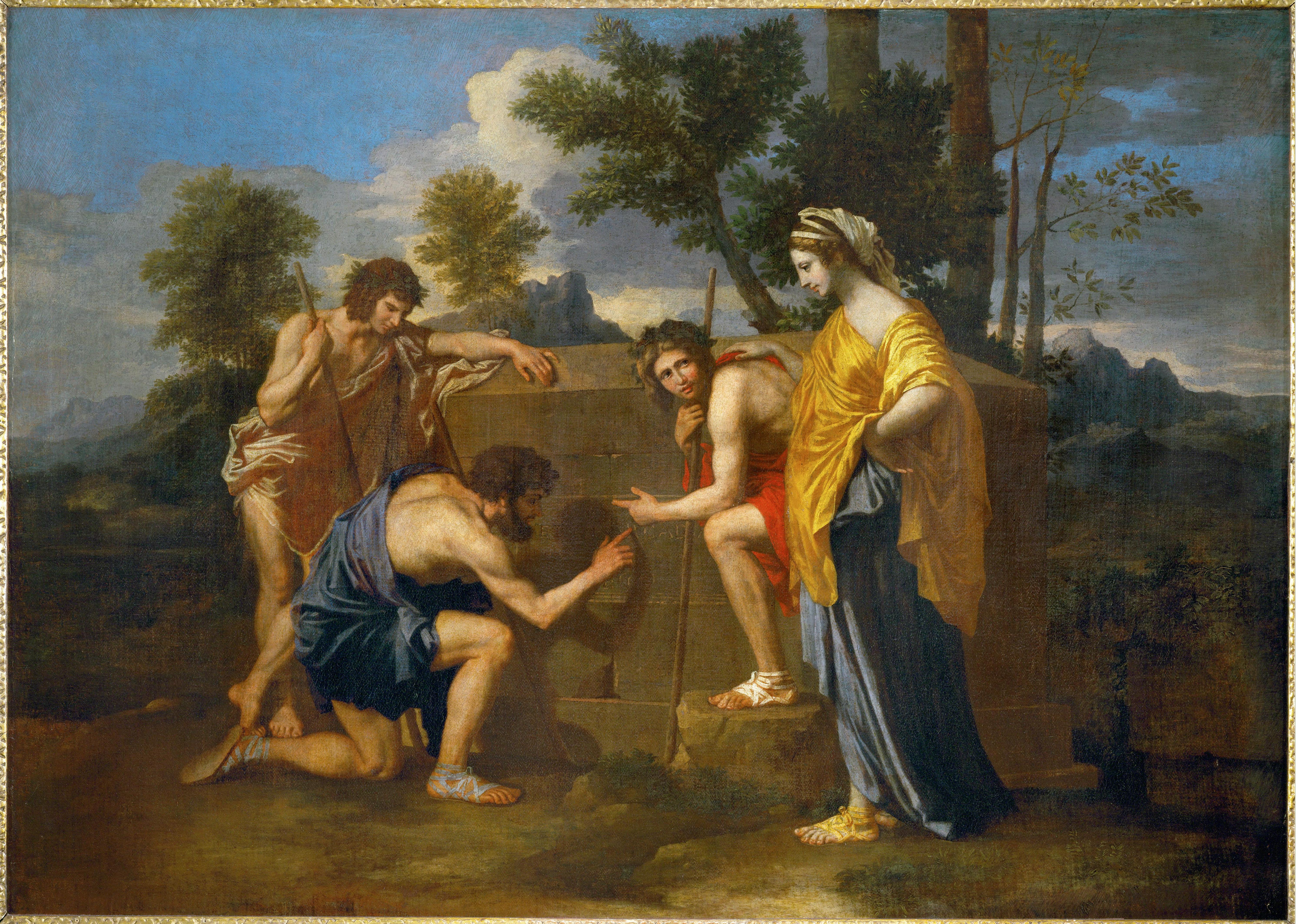
Nicolas Poussin: Et in Arcadia Ego, 1637/1638, Louvre – motivischer Vorläufer der Pappelinsel

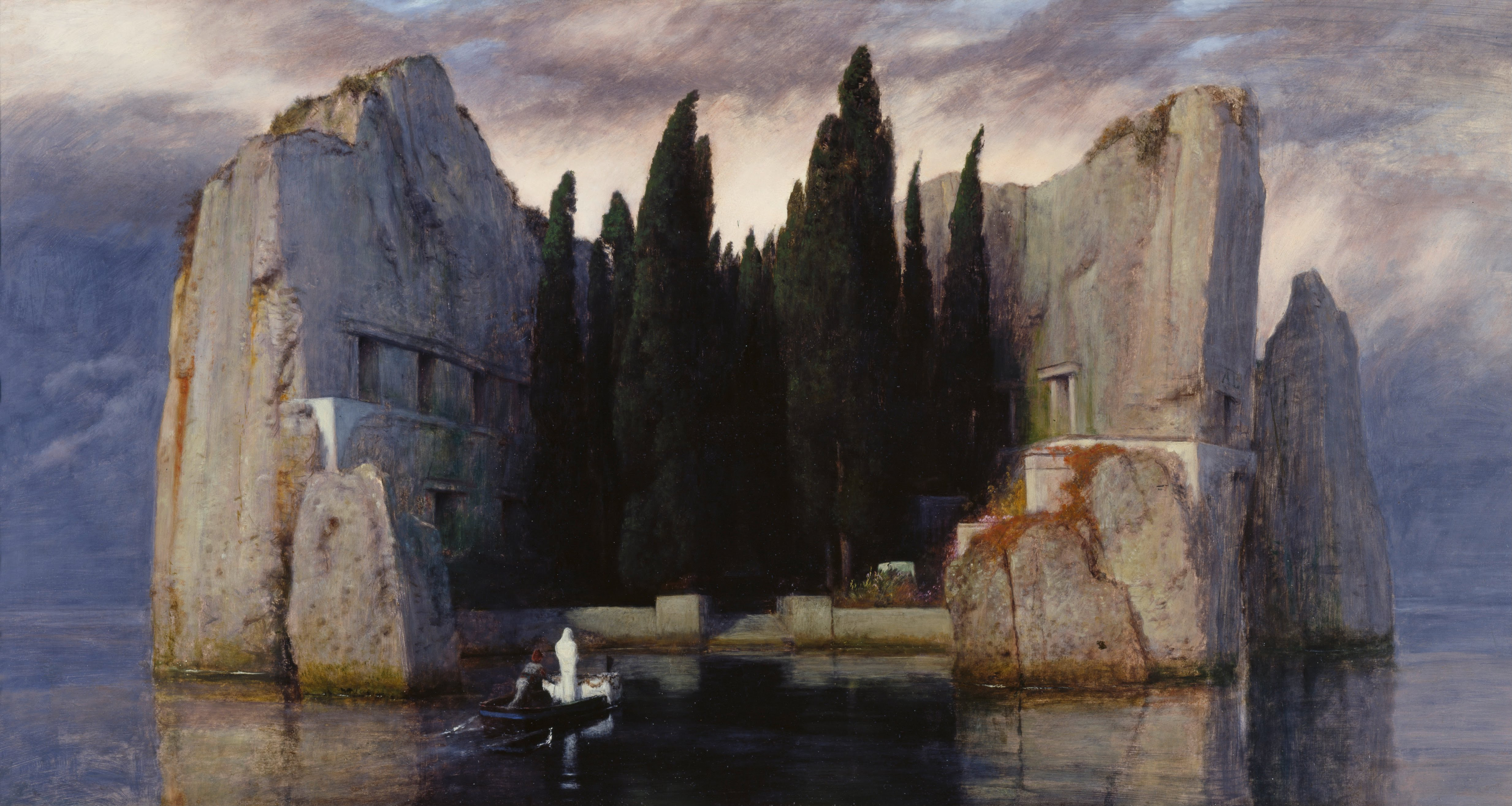
Arnold Böcklin: Die Toteninsel, 1883, Alte Nationalgalerie – motivischer Nachklang der Pappelinsel

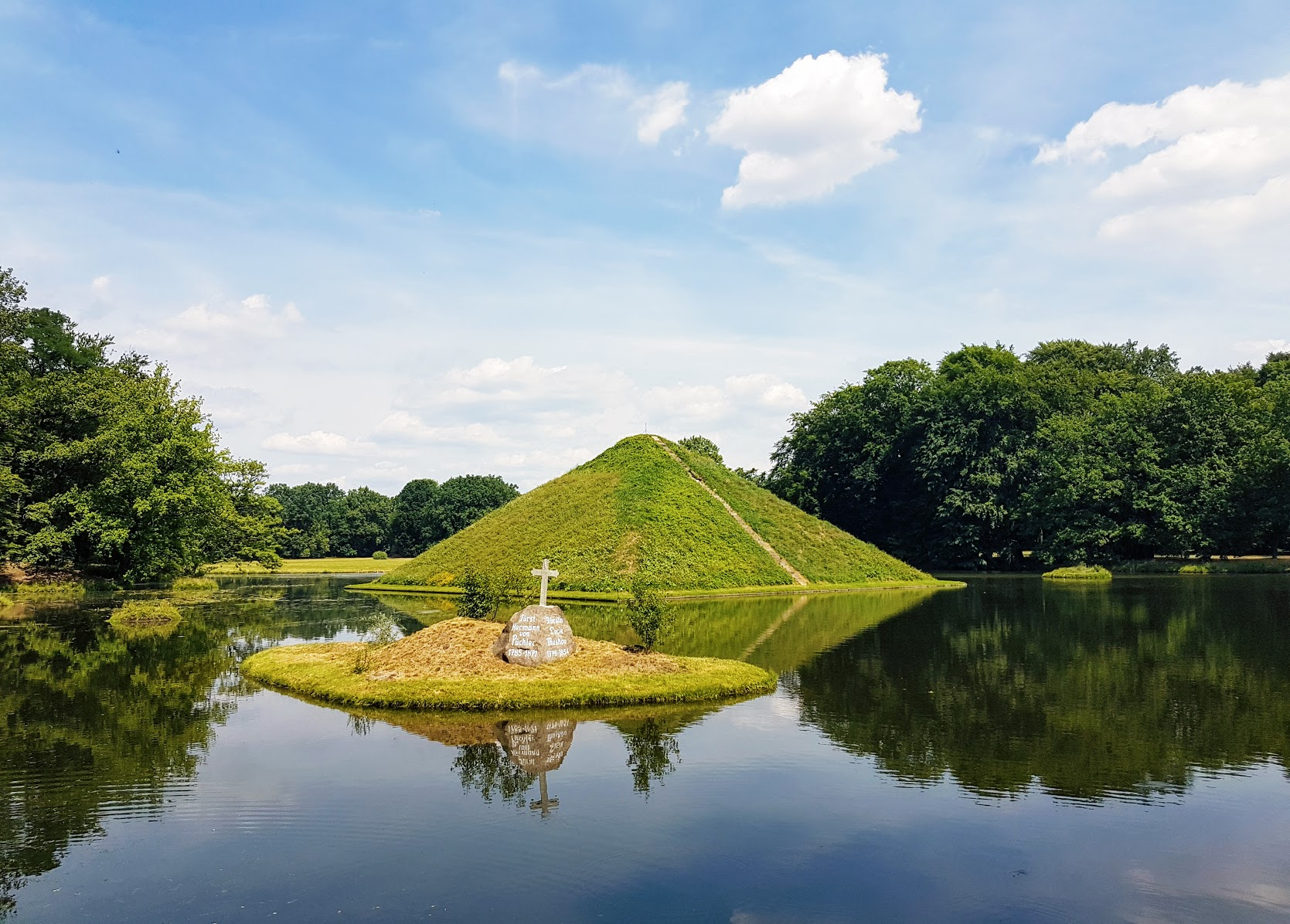
Seepyramide im Branitzer Park, 2017

Die Pappelinsel, eine Gartenschöpfung der Aufklärung, eine Kreation der Empfindsamkeit und Frühromantik, hatte motivische Vorläufer in der bukolischen Dichtung und Landschaftsmalerei (→ Et in Arcadia ego, Die arkadischen Hirten) und steht als allegorischer Ausdruck neuzeitlicher Bukolik sowie als Symbol der Vanitas in einer Reihe von landschaftlichen Grabmälern, Friedhöfen und Scheinfriedhöfen. In der Rousseau’schen Vorstellungswelt bedeutet der Tod ein „Zurück zur Natur“. Dabei bleibt die „Seele“ in einer Art „ätherischen Materialität“ in der Natur anwesend (→ neuzeitliche Äthertheorie). Diese Idee eines glücklichen und friedlichen Daseins nach dem Tod in der Form einer paradiesischen Vereinigung mit der Natur veranschaulicht die Grabstätte Rousseaus.
Die Entstehung der Grabanlage wird hauptsächlich Rousseaus Freund René Louis de Girardin zugeschrieben, auf dessen Landsitz sich der Philosoph wenige Wochen vor seinem Tod zurückgezogen hatte. Der Landsitz mit seinem Park gilt als ein frühes Beispiel für die Übernahme des englischen Gartenstils auf dem europäischen Kontinent und stellt den Versuch dar, nach Rousseaus Briefroman Julie oder Die neue Heloise das Idyll einer „unberührten Natur“ zu zeigen. Hierbei bediente sich Girardin des von Thomas Whately gepriesenen Konzepts der Ornamental Farm nach dem Vorbild des Anwesens The Leasowes des Dichters William Shenstone. Vorbilder lieferten ferner Motive in Pastoralen und heroischen Landschaften, wie er sie auf Gemälden von Jacob van Ruisdael, Nicolas Poussin oder Claude Lorrain vorfand. Durch antikisierende Staffagen nach Ruinenmotiven und Architekturideen des Malers Hubert Robert machte Girardin Rousseaus Grabinsel zum Höhepunkt einer überaus erfolgreichen arkadischen Landschaftsinszenierung seines Parks. Sie wurde bald zu einem Exempel romantischer Sepulkralkultur, fand Eingang in die zeitgenössische Gartenliteratur und wurde sodann in zahlreichen Rousseau-Inseln nachgeahmt. Unter Beifügung einer Illustration der Pappelinsel (Stich von Medardus Thoenert nach einer Vorlage von Jean-Michel Moreau) schrieb der deutsche Gartentheoretiker Christian Cay Lorenz Hirschfeld über einen Besuch des Parks von Ermenonville in seiner Theorie der Gartenkunst (1780):

„Mit inniger Rührung erblicke ich hier Rousseau’s Grab, das Grab des Mannes, der so viel für die Menschheit empfand, und so viel von ihr litt. Sein Geist ist über diese Scene erhaben, und wandert in bessern Gefilden; nur das, was er der Erde lassen konnte, ruhet hier im Angesichte der Natur, die er so wahr beschrieb, als er sie fühlte. Ihm, dem Frankreich das erste Licht verdankt, das über seine Gärten aufgieng, ihm war nicht bloß ein Denkmal, sondern selbst seine Ruhestelle in einem Park vorbehalten, den sein Freund, der Marquis von Girardin, mit eben dem Geschmack, womit er von der Kunst schrieb, zu Ermenonville, zehn Stunden von Paris, angelegt hat. Hier hatte er unter dem Schutz der edelmüthigsten Gastfreundschaft, vor den Verfolgungen der Priester und Freygeister verborgen, die Ruhe des Weisen, der selbst sich alles ist, gefunden; und hier verlebte er seine letzten Tage in einem kleinen Hause ohnweit des Schlosses, aber doch von diesem durch Bäume abgesondert, an der Seite eines Wäldchens, worin er täglich spazierte und Pflanzen sammlete. Nun schlummert er hier die ganze Nacht, das Gesicht gegen den Aufgang der Sonne gerichtet, auf einer kleinen mit Pappeln bepflanzten Insel, die man seitdem Elysium nennt. Das Wasser, das sie umgiebt, fließt ohne Geräusch, und die Lüfte scheinen sich zu fürchten, die Stille der Scene durch die geringste Bewegung zu unterbrechen. Der kleine See ist mit Hügeln umschlossen, die ihn von der übrigen Welt absondern, und die ganze Gegend zu einem geheimnißvollen Heiligthum machen, das nichts Finstres oder Trauriges hat, aber zu einer sanften Melancholie hinreißt. Sie sind mit Wäldern bedeckt, und endigen sich am Ufer des Wassers mit einsamen Gängen, worin es nicht an empfindsamen Fremden fehlt, die nach dem Elysium hinsehen, und zuweilen hinüberfahren. In der Mitte steht über den heiligen Reliquien das Monument in der Höhe von sechs Schuhen, von sehr einfacher, aber schöner Verzierung. Die hohen Pappeln, die von einem Boden aufsteigen, der mit Rasen bedeckt und von einigen Rosen geschmückt ist, bilden einen ehrwürdigen Schatten, der sich durch seinen Widerschein in ruhigem Wasser verlängert. Und der Gedanke: hier ruhet Rousseau! enthält alles, was die rührende Feyerlichkeit dieses Auftritts vollenden kann.“

Das Bild der Pappelinsel wurde durch eine Vielzahl weiterer Reiseberichte, durch illustrierte wie nicht illustrierte Beschreibungen, Gartenbücher, Itinerare, Journale und durch Werke der Dichtung und Literatur derart bekannt und brachte Werk, Leben und Tod des Philosophen Rousseau so intensiv zum Ausdruck, dass es zur Chiffre des Naturideals der Aufklärung avancierte und bis ins 19. Jahrhundert als Bestandteil einer semantischen Struktur sinnbildlich herangezogen wurde. Das Bild diente als personifizierte Gedächtnisstütze und übernahm zeitweise sogar die Funktion eines Porträts des Philosophen. Als eine Fortentwicklung wird die Seepyramide im Branitzer Park angesehen, in der Hermann von Pückler-Muskau seine Frau Lucie und sich bestatten ließ. Einen spätromantischen Nachklang fand die Pappelinsel in dem symbolistischen Gemälde Die Toteninsel von Arnold Böcklin.